# Theridion accoense
Theridion accoense là một loài nhện trong họ Theridiidae.
Loài này thuộc chi Theridion. Theridion accoense được Gershom Levy miêu tả năm 1985.